# Украинцы в Сербии
Украинцы в Сербии (серб. Украјинци у Србији, укр. Українці в Сербії) — одна из этнических общин в Сербии, сформировавшаяся на территории этой страны в течение нескольких исторических периодов. Согласно данным переписи населения 2011 года, около 14246 сербских граждан считают себя русинами, 4903 человека - украинцами, суммарная численность украинской диаспоры в Сербии - около 20 тыс. человек.

## История

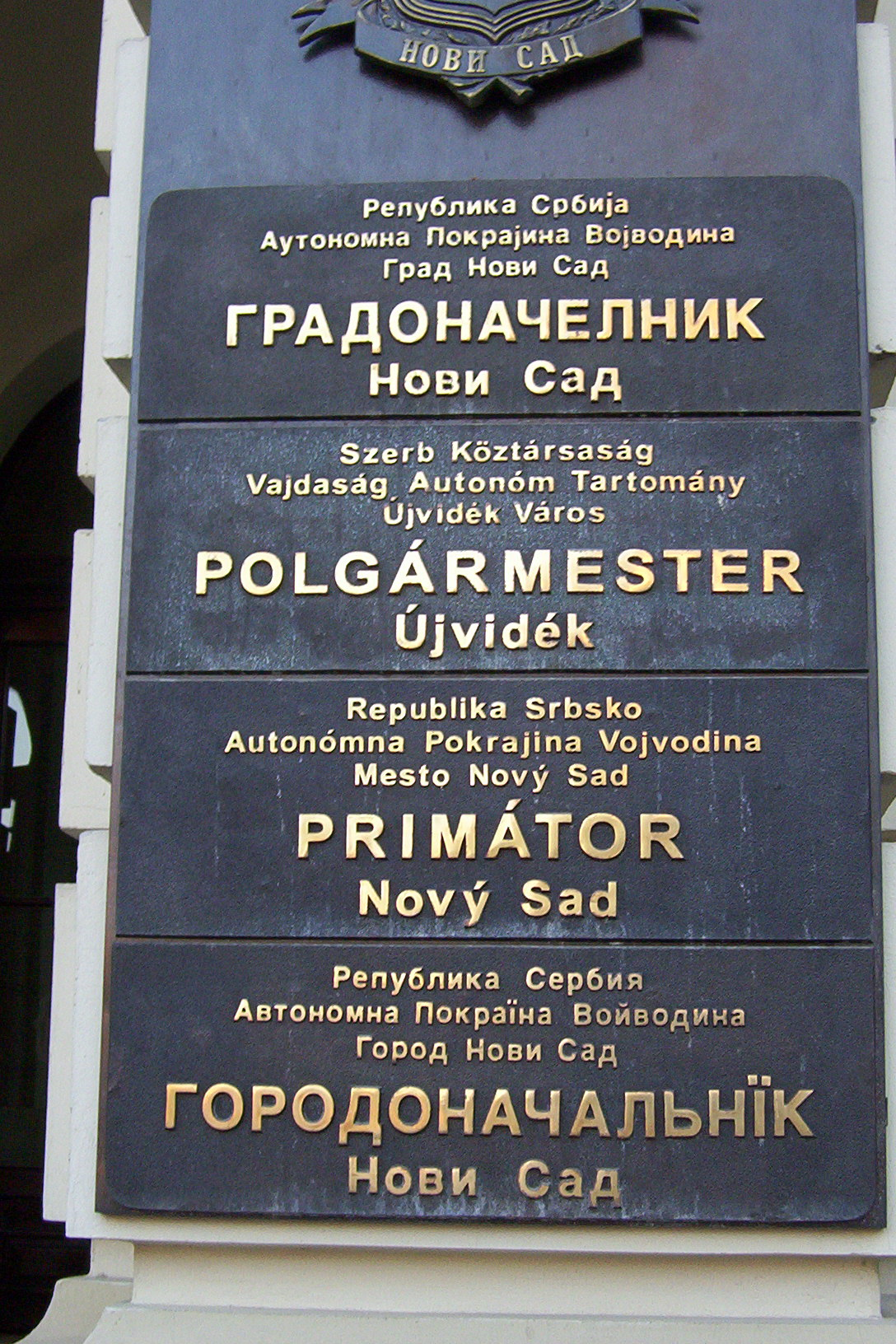
Надпись на русинском языке на табличке здания администрации главы г. Нови-Сад, АК Воеводина, Сербия

### Становление украинской общины
С территории нынешней Украины, в древние времена и в разных исторических и экономических условиях, происходила переселение на территорию нынешней Сербии. Еще в XV веке, во времена нашествия Османской империи на Балканский полуостров, начинаются переселение церковных и ученых людей. Постепенно этот процесс усиливается, особенно в начале XVIII века. Интенсивным  и массовым были переселение на территорию Воеводины, которая в то время входила в состав Австро-Венгрии. Заслуживает внимания и то, что в 1735 году преподавателями латинского и славянских языков, философии и богословских наук в Сремских Карловцах были профессора из Киевской Академии. Одним из самых известных среди них был Мануил Козачинский. Он написал и вместе со своими учениками поставил первое сербское театральное представление.
Пребывание украинских монахов во фрушкогорских монастырях в начале XVIII века открывает еще один особый раздел сербско-украинских связей. Так, например, в 1743 году Арсений Йованович-Шакабенда из киевского монастыря Печерская Лавра (первое высшее учебное заведение восточных славян и предтеча Киевской академии) переводит в Карловацку митрополию иконописцев. Эти мастера расписывали монастыри и обучали ремеслу сербских художников. Некоторые из фресок и сегодня украшают стены и арки фрушкогорских монастырей. В монастырях  Врдник, Язак, Шишатовац, Петковиця, Кувеждин, Дивша, Привина-Глава, Хопово, Крушедол, Велика-Ремета, Гргетег, Раковац и Беочин хранились такие Богослужебные и церковные книги, такие как: Киевские псалтыри, литургии, Библии, жизни святых, каноны, духовные альфабеты. Среди них были и книги по естественным наукам, философии, логике и другие. Большинство из них сохранилась и до сегодняшних дней. Только в двух монастырях — Фенек и Мала-Ремета не было книг тех времен.
В первой половине XVIII века, когда Австрия вытеснила Турцию из юго-восточной Европы, началось систематическое переселение людей со всего королевства. Земли современной Воеводины в те времена были слабонаселенные и экономически неразвитые. Это незавидное положение еще больше ухудшилось переселением сербов на просторы современной Украины, где была основана Новая Сербия и Словяносербия. На этих свободных пространствах началась систематическая колонизация словаков, чехов, венгров, немцев, поляков и других народов.
Уже в 1745 году с территории нынешней Украины начинается переселение славянских народов в Бачку, Срем и Славонию. Первые организованные поселения были в Кулу, Крстур (сегодня Руски-Крстур), Куцуру и другие места в районе историко-географического района Бачка, а несколько лет спустя в районе Шида и Срема.

### Запорожские казаки в Воеводине
В 1775 году после разрушения украинского казацкого государства на Днепре - Запорожской Сечи русская царица Екатерина II изгнала казаков из государства, которые несколько лет блуждали по краям Османской империи, берегам Дуная, Молдавского княжества и Тартарии. Недовольные условиями жизни в Турции казаки попросили у австрийского императора Иосифа II разрешения на переселение. После долгих переговоров они получили согласие. Но предложенные условия поселения были достаточно неблагоприятные для запорожцев. Казаки были обязаны сами вооружаться и обеспечивать себя лошадьми, служить под командованием немецких офицеров, носить только свою народную казачью форму, не имели права жениться, их передвижения было ограничены, награда за военную службу была минимальной и так далее. При таких условиях к 1785 году переселилось от 7000 до 8000 человек.
Это была вторая волна переселения украинцев на просторы сегодняшней Воеводины. Часть казаков, разделенных на малые группы, расселили в зоне военной области в направлении Турции. Размещенные в районе Баната, казаки имели свой сборный центр в Тимишоаре, а бригады в Панчево со сборным центром в Сенте. С этого центра позже, вербовали людей в милицию Суботицы, Нови-Сада и Сомбора.  
Дальнейшая судьба этих украинцев недостаточно изучена. Некоторые историки считают, что из-за запрета бракосочетания это казацкое племя постепенно вымерло. Другие полагают, что запорожцы смешались с местным населением и стали сербами. Возможно часть казаков не задержалась долго в районе Бачки, а вернулась старыми путями в Задунайскую Сечь, а возможно даже и на Днепр, в родной край - откуда и пришли. На сегодняшней день об их присутствии не сохранилось достоверных следов.

### Эмиграция в 20-х годах XX века
После Октябрьской революции в России в 20-х годах XX века почти 70 000 беженцев с Украины и Южной России нашли свое пристанище в Королевстве Сербов, Хорватов и Словенцев. Среди переселенцев было около 40 000 военных и 30 000 гражданских лиц. Предполагается, что среди эмигрантов было более 30000 украинцев по происхождению или месту рождения. Сначала эти беженцы были размещены по всему королевству в около 300 колониях, позднее в 1924 году они получили право свободного выбора места жительства. Большая часть высказалась за Сербию, а подавляющее большинство украинцев с западной Украины выбрала Белград, Загреб, Воеводину и Славонию.
Украинской диаспорой было основано культурное общество «Просвита», а затем и «Украинское общество», проводились Шевченковские вечера, исполнялись украинские песни и народные танцы,  в закупленных помещениях открывались библиотеки и читальные залы. Шевченковские вечера в Королевстве Сербов, Хорватов и Словенцев переросли в «Дни украинской культуры». Театральным кружком общества в сотрудничестве с сербским хором были организованы успешные концерты, где исполнялись сербские и украинские песни. Со временем «Просвита» открыла свои филиалы в Нови-Саде, Бечкереке (ныне Зренянин), Суботице, Шиде и в других городах. В Смедерево было основано общество «Кобзарь», которое имело драматургические и музыкальные кружки. Украинские любительские драматургические кружки существовали в Шабаце, Пожареваце, Заечаре и в некоторых местах. Студенческая молодежь основала Украинское общество студентов. Среди эмигрантов было много высокообразованных людей: профессоров, адвокатов, врачей, фармацевтов, художников, которые оставили глубокий след в образовании, искусстве и культуре Сербии между двумя мировыми войнами.

### Колонизация АК Воеводины после Второй Мировой Войны.

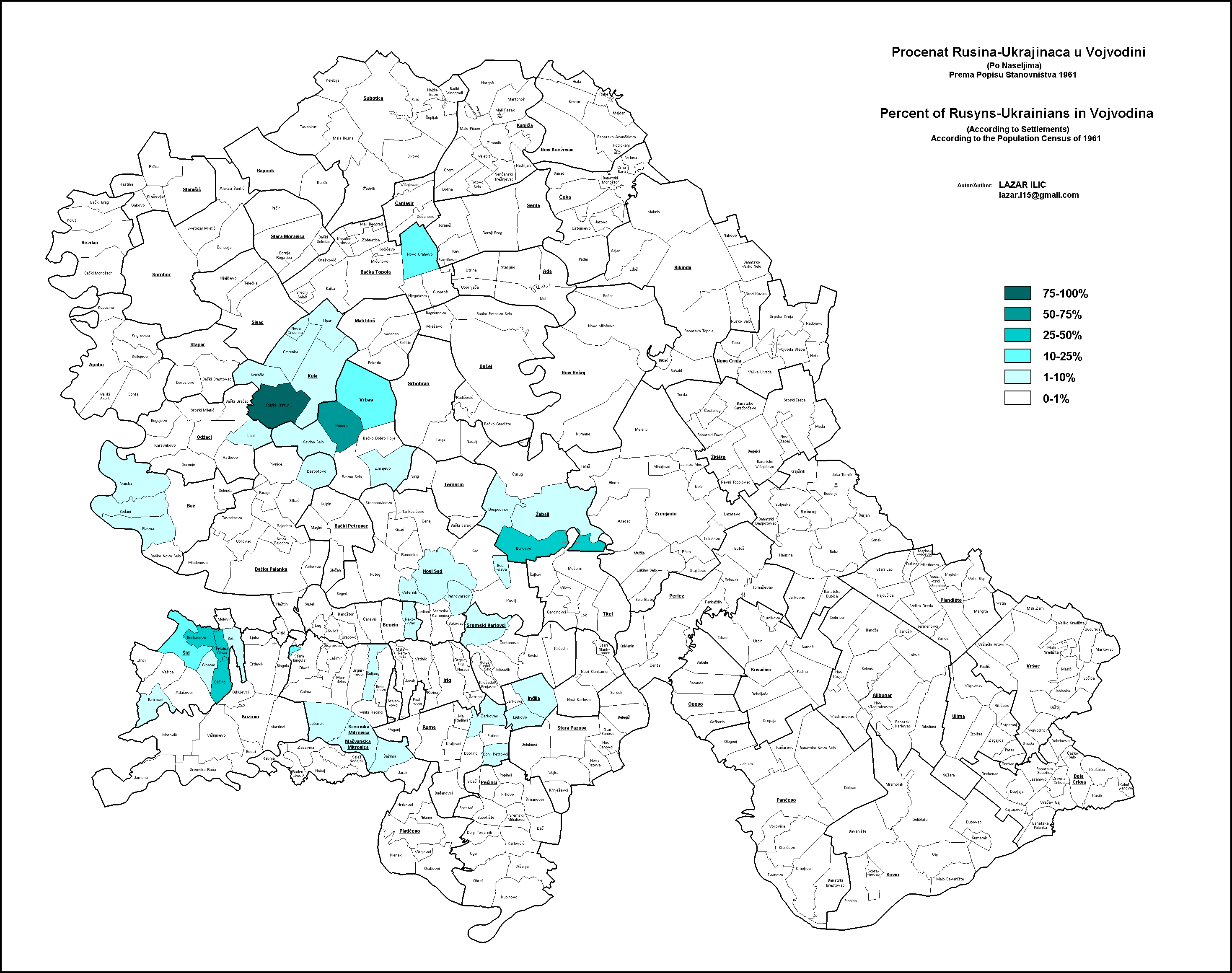
Количество украинцев-русин в Воеводине в 1961 году

После Второй мировой войны в 1945 - 1946 гг.  происходило переселение украинцев из Боснии в Сербию.
Новообразованное государство - Федеративная Народная Республика Югославия заселяла Воеводину партизанскими семьями из Боснии, Герцеговины, Далмации, Черногории и других областей Сербии, в результате чего было переселено несколько десятков украинских семей. Украинцы поселились в Руско-Селе и Краишнике в сербской части исторической области Банат, затем в районе Бачки, а несколько семей поселилось в районе Срема. Принимая во внимание большую территорию, на которой находились колонии, и малое количество семей, украинцы составляли немногочисленные сообщества во всех этих местах.
В 50-х - 60-х годах XX века в поисках лучших условий жизни, украинцы интенсивно переселяются из Боснии в сербскую Воеводину. Несмотря на неорганизованность переселяется большое количество людей. В Воеводине, наконец, формируется очевидная украинская диаспора.
По переписи населения после Второй мировой войны как и раньше, невозможно было определить настоящее количество украинцев в Воеводине. Украинская диаспора не была выделена как самостоятельная, а распределена под общее название «русины, рутены, украинцы, малорусы», или разделена по религиозному признаку. Только после переписи 1971 года в Югославии украинцы получают право указывать свою национальность отдельно как "украинцы" и на списках переписи населения имеют свою графу.

## Численность и расселение
Согласно данным последней переписи населения 2011 года, 14 246 сербских граждан признают себя русинами, около 5 тыс. - украинцами, суммарная численность украинской диаспоры в Сербии - около 20 тыс. человек:
|          | численность,чел. | % от всего | % от указавших |
| -------- | ---------------- | ---------- | -------------- |
| русины   | 14246            | 0,20%      | 0,21%          |
| украинцы | 4903             | 0,07%      | 0,07%          |
| Итого    | 19149            | 0,27%      | 0,28%          |

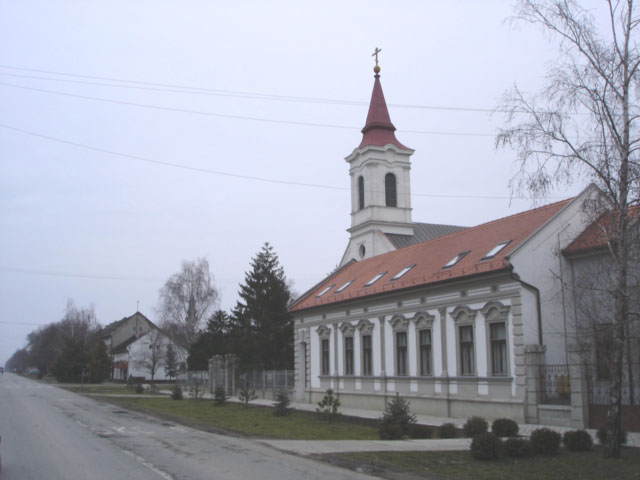
Украинская (русинская) греко-католическая церковь в г. Дюрдёво. АК Воеводина, Сербия

в т.ч. численность и доля украинцев (русинов) в округах Автономного Края Воеводина по переписи 2011 года:
| округ                   | население | русины | украинцы | %     |
| ----------------------- | --------- | ------ | -------- | ----- |
| Западно-Бачский округ   | 188 087   | 4 718  | 1 344    | 3,22% |
| Южно-Банатский округ    | 293 730   | 25     | 84       | 0,04% |
| Южно-Бачский округ      | 615 371   | 6 974  | 1 566    | 1,39% |
| Северно-Банатский округ | 147 770   | 34     | 39       | 0,05% |
| Северно-Бачский округ   | 186 906   | 456    | 81       | 0,29% |
| Средне-Банатский округ  | 187 667   | 32     | 33       | 0,03% |
| Сремский округ          | 312 278   | 1 689  | 1 055    | 0,88% |
| Воеводина               | 1 931 809 | 13 928 | 4 202    | 0,94% |

Регионом компактного проживания украинско-русинского меньшинства является Автономный край Воеводина, в частности, административный центр автономии Нови-Сад и города Врбас, Кула, Сремска-Митровица, Инджия - для украинцев и города Нови-Сад, Руски-Керестур, Куцура, Дюрдево, Шид - для русинов. Незначительное количество украинцев и русинов проживает в столице страны Белграде.

## Обеспечение культурных, языковых и других прав диаспоры

### Общественные организации
2 ноября 2002 года в г. Нови-Сад избран состав Национального совета русинского национального меньшинства Сербии. Председателем указанного органа является Славко Рац.
17 мая 2003 украинская община избрала Национальный совет украинского национального меньшинства Сербии в составе 18 человек, получив статус отдельного национального меньшинства. Председателем указанного органа является Иосиф Сапун.
Кроме национальных советов, украинско-русинская община охвачена совместной деятельностью Союза русинов-украинцев Сербии (член Всемирной федерации украинских лемковских объединений) и Общества украинского языка, литературы и культуры им. Т.Шевченко «Просвита», а также ряда культурных обществ на местном уровне.
Председатель Союза русинов-украинцев Сербии - Б.Виславський (избран в 2008 году) и члены организации направляют свою деятельность на организацию культурных и образовательных мероприятий, способствующих сохранению украинского сознания меньшинства. В частности, организуются летние школы для молодежи, проводятся выставки, циклы лекций, посвященные важным событиям истории Украины и истории украинцев Сербии и тому подобное.
Общество украинского языка, литературы и культуры им. Т.Шевченко «Просвита» является влиятельным общественным объединением украинского общества (председатель - С.Микитишин). Благодаря активной деятельности филиалов Общества в городах Нови-Сад, Кула, Врбас, Инджия и Сремска-Митровица уровень организации культурно-образовательной жизни украинской диаспоры качественно улучшилось.
Важную роль в сохранении украинской песенной и танцевальной культуры играют также культурно-художественное Общество им. Ивана Сенюка в г. Кула, общества «Карпаты» в г. Врбас и «Коломыя» в г. Сремска-Митровица.
ЦИК Сербии проводит выборы Национального совета украинского национального меньшинства Сербии. По итогам выборов Национального совета украинцев, состоявшихся в 2014 году, «Сенюк» получил 6 мест, «Украинцы вместе» — 4 места, «Калина» — 3 места, «Кобзарь» и «Правда» — по одному. По итогам выборов в 2018 году «Коломийка» получила 3 места, «Твой народ - твой глас», «Вместе за Украину» — 4 места, «Сенюк» — 5 мест, «Добрая воля» — 2, «Калина» — 1.

### Образование
Предмет «Украинский язык с элементами национальной культуры» преподается на отделении украинистики филологического факультета Белградского университета и факультативно, в рамках учебной программы для учеников 1-8 классов, в 19 классах 11 сербских средних школ в городах Нови-Сад, Кула, Врбас, Сремска Митровица и поселках Будисава и Крушич Автономного края Воеводина. Регулярное обучение русинскому языку осуществляется в гимназии «Петро Козмьяк» (г. Руски Керестур) и средних школах г. Куцура и Дюрдево. Факультативное обучение русинского языка с элементами национальной культуры осуществляется в 35 школах 17 городов АК Воеводины РС. На философском факультете Нови-Садского университета функционирует кафедра русинского языка и литературы.

### СМИ
На украинском языке издается ежемесячная газета «Родное слово» и детский журнал «Соловей».
Радиопрограммы на украинском языке транслируют региональные радиостанции в городах Врбас, Кула, Сремска-Митровица, Инджия и компания РТВ в г. Нови-Сад (автономный край Воеводина). Украинской редакцией РТВ еженедельно транслируются 2 украиноязычные телепередачи. Кроме того, на территории автономного края Воеводина периодически транслируются ежедневные информационные телепередачи на украинском языке с сербоязычными субтитрами.
На русинском языке выходит еженедельная информационно-политическая газета «Руське слово», молодежная газета «МАК», детский журнал «Заградки», литературно-культурный журнал «Шветлосц», христианский журнал «Колокола» и ежегодные издания «Голос Союза украинцев Сербии», научный сборник «Студия рутеника», культурно-художественный альманах «Эрато над Коцуром». На радио Нови-Сад программы на русинском языке ежедневно занимают 4 минуты эфира радиовещания, частично на русинском языке также эфир местных радиостанций в городах Кула, Врбас, Бачка-Топола и Шид. Телевидение Нови-Сада предоставляет 11 минут ежемесячно для трансляции передач на русинском языке.